# Magnitud de un eclipse

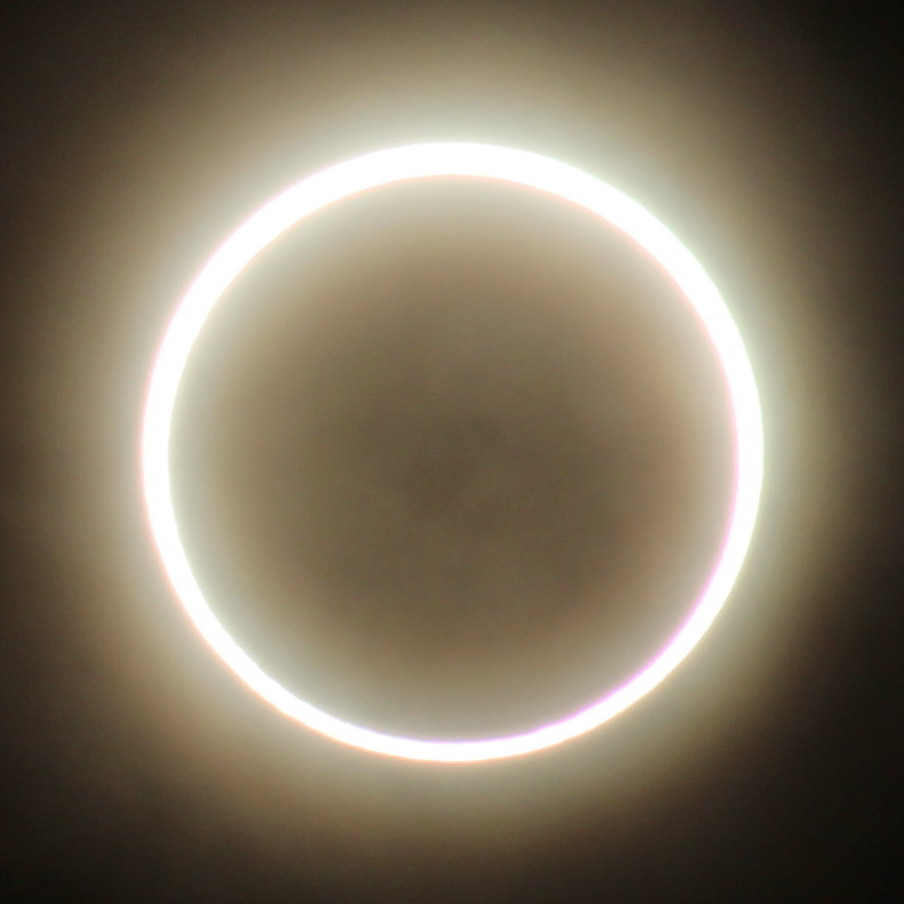
Un eclipse solar anular con una magnitud menor de 1.0

La magnitud o fase de un eclipse es la fracción del diámetro angular de un cuerpo celeste eclipsado que es cubierta por el cuerpo eclipsante. Esto se aplica a todos los eclipses celestes. Esta medida es estrictamente una relación de diámetros y no debe confundirse con la fracción cubierta del área aparente (disco) del cuerpo eclipsado. Tampoco debe confundirse con la escala de magnitud astronómica de brillo aparente.
La magnitud de un eclipse solar es la fracción del diámetro del Sol cubierto por la Luna. En un eclipse solar parcial o anular siempre está entre 0 y 1, mientras que la magnitud de un eclipse solar total siempre es mayor o igual a 1.
La magnitud de un eclipse lunar es la fracción del diámetro de la Luna cubierta por la sombra de la Tierra. Debido a que se proyecta dos sombras distintas, existen dos magnitudes asociadas con los eclipses lunares: la magnitud penumbral y la magnitud umbral.

## Magnitud de un eclipse solar

Cada icono muestra la vista desde el centro de su punto negro, que representa la Luna (no a escala)

Los tamaños aparentes de la Luna y el Sol son ambos de aproximadamente 0,5°, o 30', pero ambos varían porque varía la distancia entre la Tierra y la Luna. (La distancia entre la Tierra y el Sol también varía, pero el efecto es leve en comparación)
En un eclipse solar anular, la magnitud del eclipse es la relación entre los diámetros angulares aparentes de la Luna y la del Sol durante el eclipse máximo, lo que arroja una relación inferior a 1,0. Como la magnitud del eclipse es menor que uno, el disco de la Luna no puede cubrir completamente al Sol. Cuando los centros de los dos discos están lo suficientemente alineados, un anillo de luz solar permanece visible alrededor de la Luna. Esto se llama eclipse anular, del latín annulus, que significa "anillo".
Para que ocurra un eclipse solar total, la relación entre los diámetros aparentes de la Luna y el Sol debe ser de 1,0 o más (en el caso de una Luna nueva muy próxima al perigeo), y los tres cuerpos celestes (Sol, Tierra y Luna) deben estar alineados de manera suficientemente central. Cuando ese es el caso, el disco de la Luna cubre completamente el disco del Sol en el cielo. El camino de la totalidad (es decir, de la sombra viajera de la Luna impidiendo que toda la luz solar directa llegue a la superficie de la Tierra) es una franja relativamente estrecha, como máximo de unos pocos cientos de kilómetros de ancho.
En un eclipse solar parcial, la magnitud del eclipse es la fracción del diámetro del Sol ocultada por la Luna en el momento del eclipse máximo. Visto desde una ubicación, la magnitud momentánea del eclipse varía, siendo exactamente 0,0 al comienzo del eclipse, aumentando a un valor máximo y luego disminuyendo a 0,0 al final del eclipse. Cuando uno dice "la magnitud del eclipse" sin más especificación, generalmente se refiere al valor máximo de la magnitud del eclipse.
La magnitud del eclipse varía no solo entre eclipses, sino también según la ubicación de visualización. Un eclipse puede ser anular en un lugar y total en otro. Estos eclipses de tipo mixto se llaman híbridos.

## Magnitud de un eclipse lunar
{\displaystyle F={\frac {DC}{2r}}={\frac {DB+BC}{2r}}={\frac {r+S-d}{2r}}}

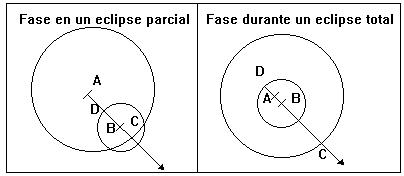
Si r = radio de la Luna, AC = S = tamaño de la Sombra, AB = d = mínima distancia el entre centro lunar y el centro de la sombra umbral, para un eclipse lunar se cumple:Si es Total: ; Parcial: ; y Penumbral:.

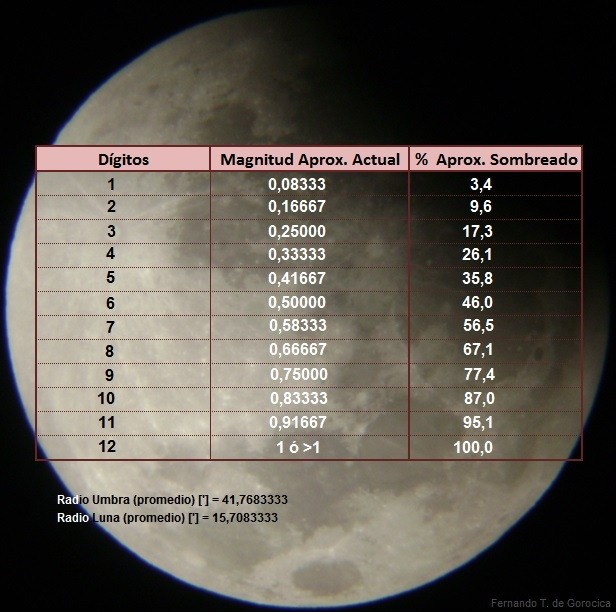
Lista de dígitos y magnitudes en eclipses lunares.

La magnitud o fase de un eclipse lunar es la fracción del diámetro oculto por la sombra de la Tierra respecto al diámetro total de la Luna. Esta definición se extiende hasta un eclipse total. El efecto de un eclipse lunar es bastante similar, con algunas diferencias: 
En primer lugar, el cuerpo eclipsado es la Luna y el 'cuerpo' eclipsante es la sombra de la Tierra.
En segundo lugar, dado que el tamaño de la sombra es mucho mayor que el diámetro lunar, un eclipse lunar nunca puede ser anular, sino que siempre es parcial o total. Luego la magnitud de un eclipse total siempre es mayor o igual que 1, y ello da idea de lo metida que está la Luna en el cono de la sombra de la Tierra.
En tercer lugar, la sombra de la Tierra tiene dos componentes: la umbra oscura y la penumbra. Un eclipse lunar tendrá dos magnitudes geométricas: la magnitud umbral y la magnitud penumbral. Si los tres cuerpos no están lo suficientemente alineados, la Luna no llega a la umbra de la Tierra; sin embargo, aún puede pasar a través de la penumbra de la Tierra, y tal eclipse se llama eclipse penumbral. En esos casos, la magnitud umbral siempre es menor de 0.
El cálculo de los dígitos de un eclipse es, entonces, la fracción sombreada igual a la magnitud actual -menor o igual a 1- multiplicada por 12 dígitos (Luna 100% eclipsada). Los dígitos, forma de medir la magnitud del eclipse en tiempos de Claudio Ptolomeo (S. II d. C.) siendo las doceavas partes del diámetro lunar sombreado.

## Magnitud y oscurecimiento
La magnitud del eclipse se confunde con frecuencia con el oscurecimiento del eclipse, que es la fracción del área del cuerpo eclipsado oscurecida por el cuerpo eclipsante. En el caso de un eclipse solar, es la fracción del área del Sol que está cubierta por el disco de la Luna. "El oscurecimiento se expresa en fracciones decimales o porcentajes (por ejemplo, 0,75 o 75%)."

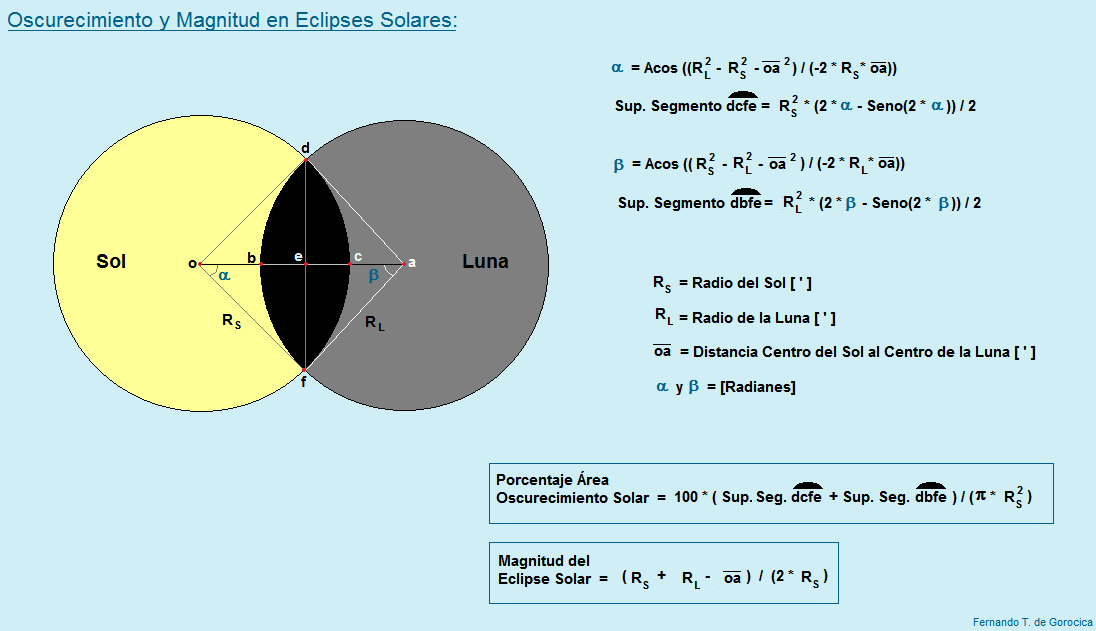
Oscurecimiento y magnitud en eclipses solares.
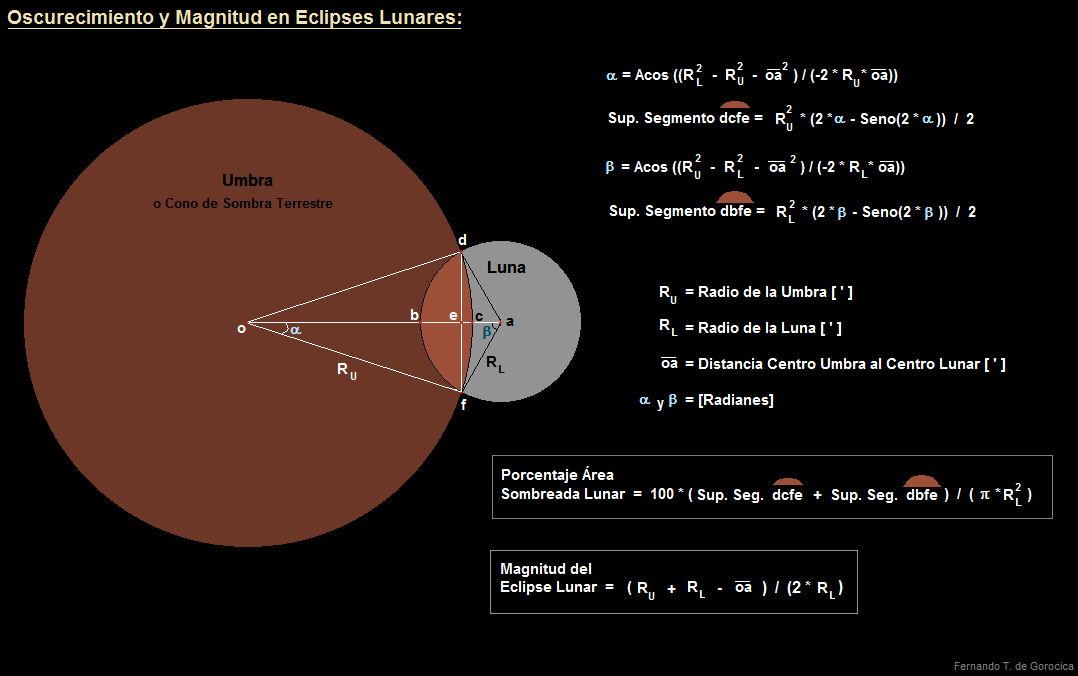
Oscurecimiento y magnitud en eclipses lunares.